# 충남드론항공고등학교
충남드론항공고등학교(忠南드론航空高等學校)는 대한민국 충청남도 홍성군 광천읍 광천리에 있는 공립 고등학교이다.

## 학교 연혁
- 1952년 5월 22일 : 광천상업고등학교 3학급 설립 인가
- 1952년 6월 22일 : 광천중학교 교사 일부 사용하여 개교
- 1979년 3월 1일 : 병설 광천중학교 분리
- 1985년 8월 31일 : 학칙 변경 21학급 인가(남 3, 여 18)
- 1999년 3월 1일 : 광천정보고등학교로 교명 변경
- 2008년 3월 1일 : 광천제일고등학교로 교명 변경
- 2016년 6월 29일 : 학칙 변경(학과 개편 1학년 경영사무과 2, 금융회계과 2)
- 2019년 6월 28일 : 학칙 변경(학과 개편 1학년 드론테크과 1, 드론비즈과 2)
- 2020년 3월 1일 : 충남드론항공고등학교로 교명 변경
- 2022년 12월 30일 : 제69회 졸업식 59명(졸업생 누계 13,341명)
- 2023년 3월 1일 : 제32대 서종화 교장 취임
- 2024년 3월 4일 : 2024학년도 입학식(입학생 63명)

## 설치 학과
- 드론테크과
- 드론비즈과

## 참고 자료
- 충남드론항공고등학교 - 한국교육학술정보원 학교알리미